# Riese Pio X
Riese Pio X (comúnmente acortado como Riese) es una localidad y comune italiana de la provincia de Treviso, región de Véneto, con 11.067 habitantes. Su nombre hace referencia a su hijo más célebre, Giuseppe Melchiore Sarto, quien más tarde se convertiría en el papa Pío X.

## Evolución demográfica
| Gráfica de evolución demográfica de Riese Pio X entre 1871 y 2011 |
|                                                                   |
| Fuente ISTAT - elaboración gráfica de Wikipedia                   |